# Monte Socompa
Il Socompa (6.051 m s.l.m.) è uno stratovulcano inattivo situato al confine tra la Regione di Antofagasta, in Cile e la Provincia di Salta, Argentina.